# Convocazioni per la Coppa del mondo per club FIFA 2014
Elenco dei giocatori convocati da ciascun club partecipante alla Coppa del mondo per club FIFA 2014.

## Club

### Auckland City
Allenatore:  Ramon Tribulietx
| N. |                          | Ruolo | Calciatore      |
| -- | ------------------------ | ----- | --------------- |
| 1  | Nuova Zelanda (bandiera) | P     | Tamati Williams |
| 2  | Nuova Zelanda (bandiera) | D     | Simon Arms      |
| 3  | Giappone (bandiera)      | D     | Takuya Iwata    |
| 4  | Croazia (bandiera)       | C     | Mario Bilen     |
| 5  | Spagna (bandiera)        | D     | Ángel Berlanga  |
| 6  | Inghilterra (bandiera)   | D     | John Irving     |
| 7  | Nuova Zelanda (bandiera) | D     | James Pritchett |
| 8  | Nuova Zelanda (bandiera) | C     | Tim Payne       |
| 9  | Inghilterra (bandiera)   | A     | Darrent White   |
| 10 | Sudafrica (bandiera)     | A     | Ryan De Vries   |
| 11 | Nuova Zelanda (bandiera) | C     | Cameron Lindsay |
| 13 | Portogallo (bandiera)    | A     | João Moreira    |

| N. |                               | Ruolo | Calciatore               |
| -- | ----------------------------- | ----- | ------------------------ |
| 14 | Nigeria (bandiera)            | A     | Sanni Issa               |
| 15 | Nuova Zelanda (bandiera)      | D     | Ivan Vicelich (capitano) |
| 16 | Corea del Sud (bandiera)      | C     | Kim Dae-Wook             |
| 17 | Serbia (bandiera)             | D     | Marko Đorđević           |
| 18 | Inghilterra (bandiera)        | P     | Louie Caunter            |
| 19 | Papua Nuova Guinea (bandiera) | A     | David Browne             |
| 20 | Argentina (bandiera)          | A     | Emiliano Tade            |
| 22 | Nuova Zelanda (bandiera)      | D     | Andrew Milne             |
| 23 | Inghilterra (bandiera)        | C     | Sam Burfoot              |
| 24 | Nuova Zelanda (bandiera)      | P     | Jacob Spoonley           |
| 25 | Italia (bandiera)             | A     | Fabrizio Tavano          |

### Cruz Azul
Allenatore:  Luis Fernando Tena
| N. |                      | Ruolo | Calciatore                 |
| -- | -------------------- | ----- | -------------------------- |
| 1  | Messico (bandiera)   | P     | José de Jesús Corona       |
| 2  | Messico (bandiera)   | D     | Fausto Pinto               |
| 3  | Messico (bandiera)   | D     | Francisco Rodríguez        |
| 4  | Messico (bandiera)   | D     | Julio César Domínguez      |
| 5  | Messico (bandiera)   | C     | Alejandro Castro           |
| 6  | Messico (bandiera)   | C     | Gerardo Torrado (capitano) |
| 7  | Messico (bandiera)   | C     | Pablo Barrera              |
| 8  | Messico (bandiera)   | C     | Marco Fabián               |
| 9  | Argentina (bandiera) | A     | Mariano Pavone             |
| 10 | Messico (bandiera)   | C     | Christian Giménez          |
| 11 | Ecuador (bandiera)   | C     | Joao Rojas                 |
| 12 | Messico (bandiera)   | P     | Guillermo Allison          |
| 14 | Colombia (bandiera)  | D     | Luis Amaranto Perea        |

| N. |                      | Ruolo | Calciatore         |
| -- | -------------------- | ----- | ------------------ |
| 15 | Messico (bandiera)   | D     | Gerardo Flores     |
| 16 | Messico (bandiera)   | D     | Rogelio Chávez     |
| 17 | Argentina (bandiera) | D     | Emanuel Loeschbor  |
| 18 | Messico (bandiera)   | A     | Ismael Valadéz     |
| 19 | Messico (bandiera)   | C     | Alejandro Vela     |
| 20 | Argentina (bandiera) | A     | Pablo Torres       |
| 21 | Messico (bandiera)   | C     | Xavier Báez        |
| 22 | Messico (bandiera)   | C     | Rafael Baca        |
| 23 | Messico (bandiera)   | A     | Aníbal Zurdo       |
| 25 | Messico (bandiera)   | P     | Yosgart Gutiérrez  |
| 27 | Argentina (bandiera) | C     | Hernán Bernardello |
| 33 | Argentina (bandiera) | C     | Mauro Formica      |

### ES Sétif
Allenatore:  Kheïreddine Madoui
| N. |                    | Ruolo | Calciatore            |
| -- | ------------------ | ----- | --------------------- |
| 1  | Algeria (bandiera) | P     | Sofiane Khedairia     |
| 3  | Algeria (bandiera) | A     | Sofiane Younès        |
| 4  | Algeria (bandiera) | D     | Kheireddine Laâroussi |
| 6  | Algeria (bandiera) | D     | Amine Megateli        |
| 8  | Algeria (bandiera) | A     | Ahmed Gasmi           |
| 9  | Algeria (bandiera) | A     | Mohamed Benyettou     |
| 10 | Algeria (bandiera) | A     | Akram Djahnit         |
| 13 | Algeria (bandiera) | A     | Sid Ali Lamri         |
| 15 | Algeria (bandiera) | D     | Abdelghani Demmou     |
| 16 | Algeria (bandiera) | C     | Mohamed Rait          |
| 17 | Gabon (bandiera)   | C     | Benjamin Zé Ondo      |
| 18 | Algeria (bandiera) | D     | Lyes Boukria          |

| N. |                               | Ruolo | Calciatore        |
| -- | ----------------------------- | ----- | ----------------- |
| 19 | Algeria (bandiera)            | C     | Abdelmalek Ziaya  |
| 20 | Algeria (bandiera)            | D     | Farid Mellouli    |
| 21 | Algeria (bandiera)            | C     | Issam Baouz       |
| 22 | Algeria (bandiera)            | P     | Omar Saadoune     |
| 23 | Algeria (bandiera)            | A     | Zahir Nemdil      |
| 24 | Algeria (bandiera)            | P     | Abderaouf Belhani |
| 25 | Algeria (bandiera)            | D     | El Hedi Belameiri |
| 26 | Algeria (bandiera)            | D     | Mohamed Lagraâ    |
| 27 | Algeria (bandiera)            | C     | Toufik Zerara     |
| 30 | Rep. Centrafricana (bandiera) | C     | Eudes Dagoulou    |
| 91 | Algeria (bandiera)            | A     | Ilyes Korbiaa     |

### Moghreb Tétouan
Allenatore:  Aziz El Amri
| N. |                    | Ruolo | Calciatore                  |
| -- | ------------------ | ----- | --------------------------- |
| 3  | Marocco (bandiera) | D     | Mohamed Abarhoun (capitano) |
| 5  | Senegal (bandiera) | D     | Mourtada Fall               |
| 6  | Marocco (bandiera) | D     | Mehdi Khallati              |
| 7  | Marocco (bandiera) | D     | Youssef Bouchtah            |
| 8  | Marocco (bandiera) | C     | Nassir Mimouni              |
| 9  | Marocco (bandiera) | A     | Mouhcine Iajour             |
| 10 | Marocco (bandiera) | C     | Zaid Krouch                 |
| 11 | Marocco (bandiera) | C     | Mehdi Azim                  |
| 12 | Marocco (bandiera) | P     | Mohamed El Youssfi          |
| 14 | Marocco (bandiera) | D     | Anas Lamrabat               |
| 16 | Marocco (bandiera) | D     | Bilal Zriouh                |
| 17 | Marocco (bandiera) | A     | Faouzi Abdelghani           |

| N. |                        | Ruolo | Calciatore             |
| -- | ---------------------- | ----- | ---------------------- |
| 19 | Marocco (bandiera)     | A     | Naim Zouhir            |
| 20 | Marocco (bandiera)     | C     | Ahmed Jahouh           |
| 21 | Marocco (bandiera)     | A     | Abdessamad Rafik       |
| 22 | Marocco (bandiera)     | P     | Adnane El Assimi       |
| 23 | Marocco (bandiera)     | C     | Said Grada             |
| 24 | Marocco (bandiera)     | C     | Abdelmoula El Hardoumi |
| 25 | Paesi Bassi (bandiera) | A     | Anouar Hadouir         |
| 26 | Marocco (bandiera)     | C     | Abdeladim Khadrouf     |
| 30 | Marocco (bandiera)     | D     | Hamza El Moussaoui     |
| 31 | Francia (bandiera)     | P     | Foued Baba Alla        |
| 87 | Marocco (bandiera)     | A     | Salman Ouald Elhaj     |

### Real Madrid
Allenatore:  Carlo Ancelotti
| N. |                       | Ruolo | Calciatore               |
| -- | --------------------- | ----- | ------------------------ |
| 1  | Spagna (bandiera)     | P     | Iker Casillas (capitano) |
| 2  | Francia (bandiera)    | D     | Raphaël Varane           |
| 3  | Portogallo (bandiera) | D     | Pepe                     |
| 4  | Spagna (bandiera)     | D     | Sergio Ramos             |
| 5  | Portogallo (bandiera) | D     | Fábio Coentrão           |
| 6  | Germania (bandiera)   | C     | Sami Khedira             |
| 7  | Portogallo (bandiera) | A     | Cristiano Ronaldo        |
| 8  | Germania (bandiera)   | C     | Toni Kroos               |
| 9  | Francia (bandiera)    | A     | Karim Benzema            |
| 10 | Colombia (bandiera)   | C     | James Rodríguez          |
| 11 | Galles (bandiera)     | C     | Gareth Bale              |

| N. |                       | Ruolo | Calciatore         |
| -- | --------------------- | ----- | ------------------ |
| 12 | Brasile (bandiera)    | D     | Marcelo            |
| 13 | Costa Rica (bandiera) | P     | Keylor Navas       |
| 14 | Messico (bandiera)    | A     | Javier Hernández   |
| 15 | Spagna (bandiera)     | D     | Daniel Carvajal    |
| 17 | Spagna (bandiera)     | D     | Álvaro Arbeloa     |
| 18 | Spagna (bandiera)     | D     | Nacho              |
| 20 | Spagna (bandiera)     | A     | Jesé               |
| 23 | Spagna (bandiera)     | C     | Isco               |
| 24 | Spagna (bandiera)     | C     | Asier Illarramendi |
| 25 | Spagna (bandiera)     | P     | Fernando Pacheco   |
| 26 | Spagna (bandiera)     | C     | Álvaro Medrán      |

### San Lorenzo
Allenatore:  Edgardo Bauza
| N. |                      | Ruolo | Calciatore         |
| -- | -------------------- | ----- | ------------------ |
| 1  | Argentina (bandiera) | P     | Leo Franco         |
| 2  | Argentina (bandiera) | D     | Mauro Cetto        |
| 3  | Colombia (bandiera)  | D     | Mario Yepes        |
| 5  | Argentina (bandiera) | C     | Juan Mercier       |
| 7  | Argentina (bandiera) | C     | Julio Buffarini    |
| 8  | Argentina (bandiera) | C     | Enzo Kalinski      |
| 9  | Uruguay (bandiera)   | A     | Martín Cauteruccio |
| 10 | Argentina (bandiera) | C     | Leandro Romagnoli  |
| 11 | Argentina (bandiera) | C     | Pablo Barrientos   |
| 12 | Argentina (bandiera) | P     | Sebastián Torrico  |
| 13 | Argentina (bandiera) | D     | Ramiro Arias       |
| 14 | Argentina (bandiera) | D     | Walter Kannemann   |

| N. |                      | Ruolo | Calciatore         |
| -- | -------------------- | ----- | ------------------ |
| 15 | Argentina (bandiera) | A     | Héctor Villalba    |
| 20 | Paraguay (bandiera)  | C     | Néstor Ortigoza    |
| 21 | Argentina (bandiera) | D     | Emanuel Más        |
| 22 | Argentina (bandiera) | A     | Nicolás Blandi     |
| 24 | Argentina (bandiera) | C     | Juan Cavallaro     |
| 26 | Argentina (bandiera) | A     | Mauro Matos        |
| 27 | Argentina (bandiera) | D     | Matías Catalán     |
| 29 | Argentina (bandiera) | D     | Fabricio Fontanini |
| 30 | Argentina (bandiera) | A     | Gonzalo Verón      |
| 31 | Argentina (bandiera) | C     | Facundo Quignon    |
| 33 | Argentina (bandiera) | P     | José Devecchi      |

### Western Sydney Wanderers
Allenatore:  Tony Popović
| N. |                      | Ruolo | Calciatore                       |
| -- | -------------------- | ----- | -------------------------------- |
| 1  | Australia (bandiera) | P     | Ante Čović                       |
| 2  | Australia (bandiera) | D     | Shannon Cole                     |
| 3  | Australia (bandiera) | D     | Daniel Mullen                    |
| 4  | Australia (bandiera) | D     | Nikolai Topor-Stanley (capitano) |
| 5  | Australia (bandiera) | D     | Brendan Hamill                   |
| 6  | Australia (bandiera) | D     | Antony Golec                     |
| 7  | Australia (bandiera) | A     | Labinot Haliti                   |
| 8  | Croazia (bandiera)   | C     | Mateo Poljak                     |
| 9  | Australia (bandiera) | A     | Tomi Jurić                       |
| 10 | Brasile (bandiera)   | C     | Vitor Saba                       |
| 12 | Australia (bandiera) | A     | Nikita Rukavytsya                |
| 13 | Australia (bandiera) | D     | Matthew Špiranović               |

| N. |                        | Ruolo | Calciatore          |
| -- | ---------------------- | ----- | ------------------- |
| 16 | Australia (bandiera)   | A     | Jaushua Sotirio     |
| 17 | Paesi Bassi (bandiera) | A     | Romeo Castelen      |
| 18 | Italia (bandiera)      | C     | Iacopo La Rocca     |
| 19 | Australia (bandiera)   | A     | Mark Bridge         |
| 20 | Australia (bandiera)   | P     | Dean Bouzanis       |
| 22 | Nigeria (bandiera)     | D     | Seyi Adeleke        |
| 23 | Australia (bandiera)   | C     | Jason Trifiro       |
| 31 | Australia (bandiera)   | C     | Alusine Fofanah     |
| 32 | Australia (bandiera)   | D     | Daniel Alessi       |
| 35 | Australia (bandiera)   | C     | Kearyn Baccus       |
| 40 | Australia (bandiera)   | P     | Thomas Heward-Belle |